# Grünkreuz

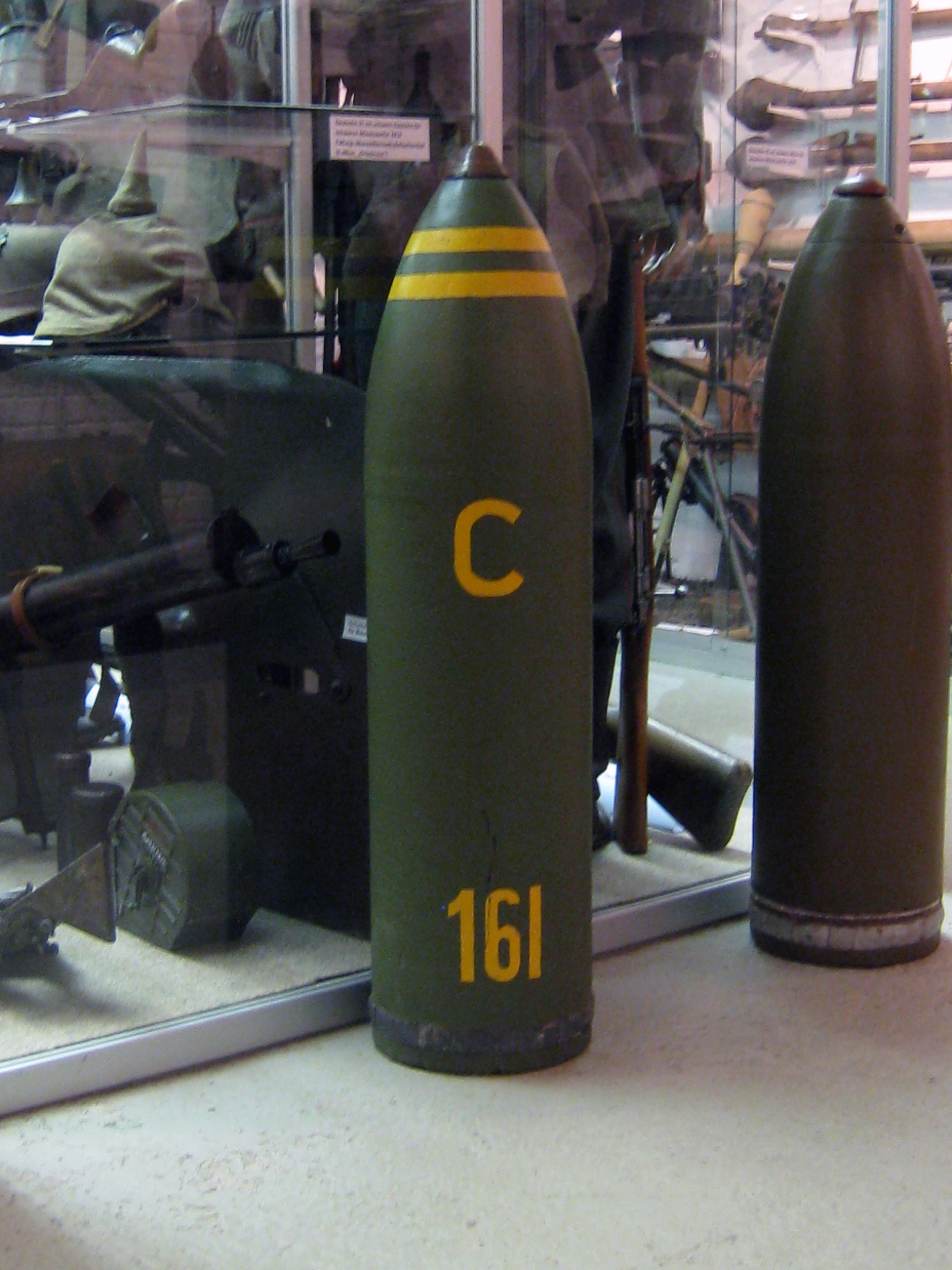
Deutsche schwere 24 cm Wurfmine mit Grünkreuz aus dem Ersten Weltkrieg

Grünkreuzgranaten waren Lungenkampfstoff tragende Granaten, die im Ersten Weltkrieg verwendet wurden, um Giftgas über weitere Entfernungen zielsicher zum Einsatz zu bringen.
Die Bezeichnung Grünkreuzgranate stammt daher, dass die deutschen Granaten mit grüner Farbe gekennzeichnet wurden. Die Kappe des Zünders war grün lackiert und auf dem Boden der Kartuschen befand sich ein grünes Kreuz.
Für Grünkreuzgranaten wurden Phosgen, Diphosgen und Chlorpikrin als Kampfstoffe verwendet. Später wurden ganz allgemein Lungenkampfstoffe mit Grünkreuz bezeichnet. 
Zum  Einsatz kam es erstmals am 31. Mai 1915 bei einem Angriff der deutschen Truppen auf französische Einheiten bei Ypern. Hierbei wurde es in einer Mischung aus 95 % Chlorgas und 5 % Phosgen eingesetzt. Bald wurde zum wirksameren reinen Phosgen übergegangen.